# La spia dal naso freddo
La spia dal naso freddo (The Spy with a Cold Nose) è un film del 1966 diretto da Daniel Petrie.

## Trama
Gli agenti del controspionaggio inglese regalano ad un ministro russo un bulldog nel quale è stata inserita una trasmittente in miniatura. I sovietici riservano lo stesso trattamento all'agente inglese Farquar, che aveva avuto la bella pensata.Il film stravolge con buone dosi di senso dell'umorismo i canoni del genere, anche se il risultato è datato.